# Agul
Agul (Ağul ç'al) és una llengua caucàsica parlada pels aguls, que viuen al sud-est del Daguestan, una república autònoma de la Federació Russa. Segons el cens de 2002 tenia 28.300 parlants a Daguestan i 32 més a l'Azerbaidjan. S'escriu en alfabet ciríl·lic. No té estatut d'oficialitat i com a llengua literària s'empra el lesguià.

## Fonologia
L'agul contrata per tenir consonants epiglotals. De la mateixa manera que moltes llengües caucàsiques del nord-est fa distinció entre consonants tenses amb longitud concomitant i consonants febles. Les consonants tenses es caracteritzen per la intensitat (tensió) de l'articulació, la qual cosa provoca un allargament de la consonant, que és la raó per la qual tradicionalment es transcriu amb longitud diacrítica. La geminació de la consonant per si mateixa no crea la tensió, encara que morfològicament les consonants tenses sovint deriven d'ajuntar dues consonants febles.

### Consonants
|            |            | Labial | Labial | Dental | Dental | Alveolar | Alveolar | Alveolar | Alveolar | Palatal | Velar | Velar  | Uvular | Uvular | Epi- glotal | Glotal |
| plana      | plana      | Labial | Labial | Dental | Dental | lab.     | lab.     |          |          | Palatal | Velar | Velar  | Uvular | Uvular | Epi- glotal | Glotal |
| lenis      | fortis     | lenis  | fortis | lenis  | fortis | lenis    | fortis   | lenis    | fortis   | Palatal | lenis | fortis |        |        | Epi- glotal | Glotal |
| ---------- | ---------- | ------ | ------ | ------ | ------ | -------- | -------- | -------- | -------- | ------- | ----- | ------ | ------ | ------ | ----------- | ------ |
| Nasal      | Nasal      | m      |        | n      |        |          |          |          |          |         |       |        |        |        |             |        |
| Oclusiva   | sonora     | b      |        | d      |        |          |          |          |          |         | ɡ     |        |        |        |             |        |
| Oclusiva   | Sorda      | p      | pː     | t      | tː     |          |          |          |          |         | k     | kː     | q      | qː     |             | ʔ      |
| Oclusiva   | ejectiva   | pʼ     |        | tʼ     |        |          |          |          |          |         | kʼ    |        | qʼ     |        |             |        |
| Africada   | sonora     |        |        |        |        | d͡ʒ       |          | d͡ʒʷ      |          |         |       |        |        |        |             |        |
| Africada   | sorda      |        |        | t͡s     | t͡sː    | t͡ʃ       | t͡ʃː      | t͡ʃʷ      | t͡ʃːʷ     |         |       |        |        |        |             |        |
| Africada   | ejectiva   |        |        | t͡sʼ    |        | t͡ʃʼ      |          | t͡ʃʷʼ     |          |         |       |        |        |        |             |        |
| Fricativa  | sorda      | f      | fː     | s      | sː     | ʃ        | ʃː       | ʃʷ       | ʃːʷ      |         | x     | xː     | χ      | χː     | ʜ           |        |
| Fricativa  | sonora     | v      |        | z      |        | ʒ        |          | ʒʷ       |          |         |       |        | ʁ      |        | ʢ           | ɦ      |
| Vibrant    | Vibrant    |        |        |        |        | r        |          |          |          |         |       |        |        |        |             |        |
| Aproximant | Aproximant |        |        | l      |        |          |          |          |          | j       |       |        |        |        |             |        |

- L'oclusiva glotal sorda transcrita aquí és anomenada més ambiguament com a "laríngia glotàlica" per la font.
- La font també anomena a les consonants epiglotals ″faríngies″ indiscriminadament a totes les taules, també quan inclou una oclusiva i, per tant, no és una veritable faringal.

## Gramàtica
Hi ha quatre casos bàsics: absolutiu, ergatiu, genitiu i datiu, així com una sèrie de casos d'ubicació. Tots els casos llevat de l'absolutiu (que no està marcat) i l'ergatiu prenen el sufix ergatiu abans que el seu propi sufix. Els pronoms personals són:
|   | Singular (Agul) | Plural (Agul)      | Singular (Tokip) | Plural (Tokip) |
| - | --------------- | ------------------ | ---------------- | -------------- |
| 1 | zun             | čin (ex), xin (in) | či (ex), xi (in) | či, xi         |
| 2 | wun             | čun                | čun              | ču             |

## Alfabet
| А а   | Б б   | В в   | Г г   | Гъ гъ | Гь гь | ГьI гьI | ГI гI |  |
| Д д   | Дж дж | Е е   | Ё ё   | Ж ж   | З з   | И и     | Й й   |  |
| К к   | Кк кк | Къ къ | Кь кь | КI кI | Л л   | М м     | Н н   |  |
| О о   | П п   | Пп пп | ПI пI | Р р   | С с   | Т т     | Тт тт |  |
| ТI тI | У у   | Уь уь | Ф ф   | Х х   | Хъ хъ | Хь хь   | ХI хI |  |
| Ц ц   | ЦI цI | Ч ч   | Чч чч | ЧI чI | Ш ш   | Щ щ     | ъ     |  |
| I     | ы     | ь     | Э э   | Ю ю   | Я я   |         |       |  |